# Фамагуста (район)

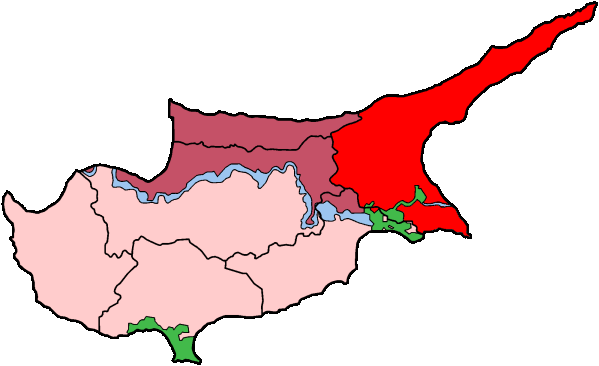
Розташування району Фамагуста на мапі Кіпру.

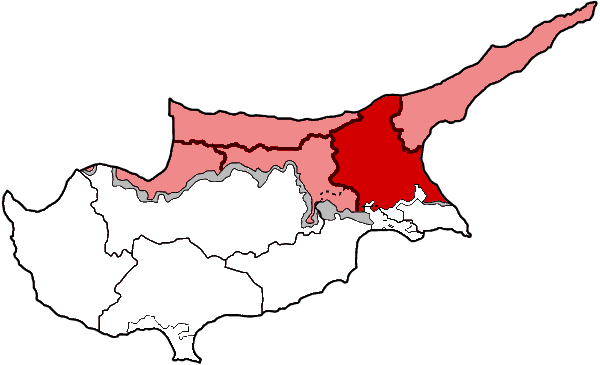
Карта Кіпру із зображенням району Фамагуста, Північний Кіпр

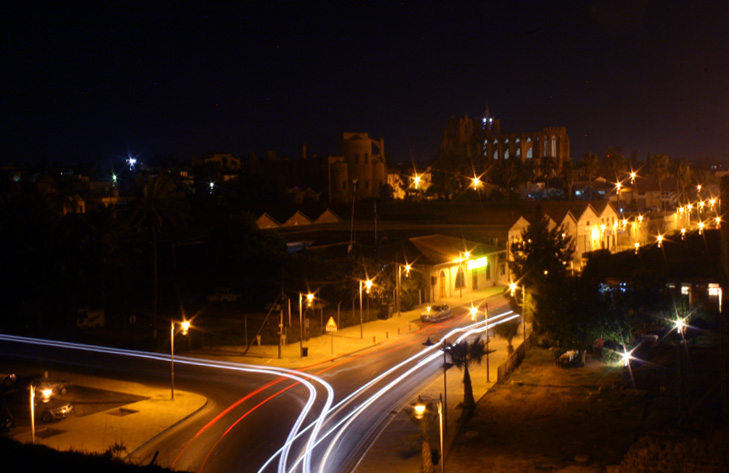
область

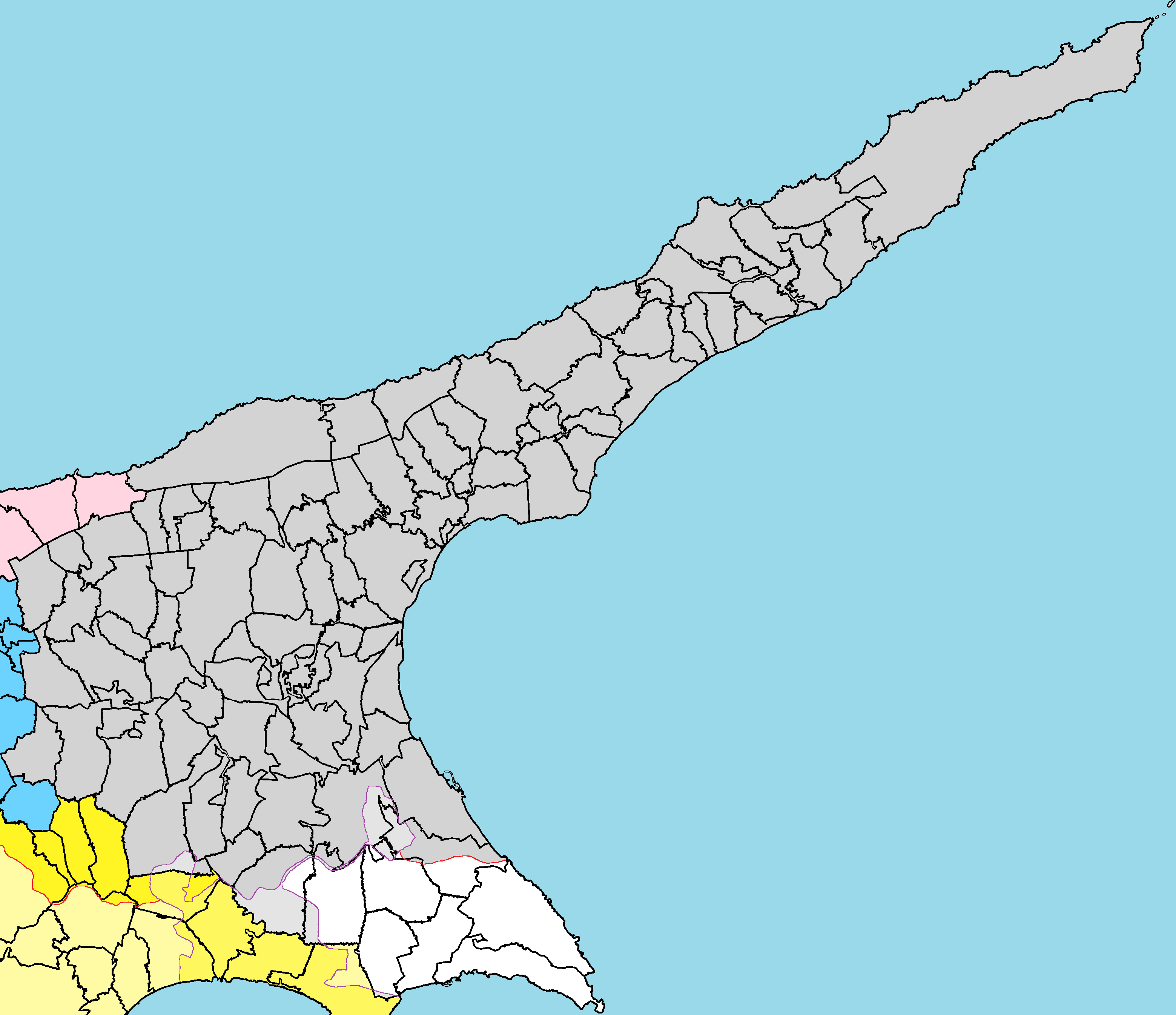
Район Фамагуста ділиться на муніципалітети

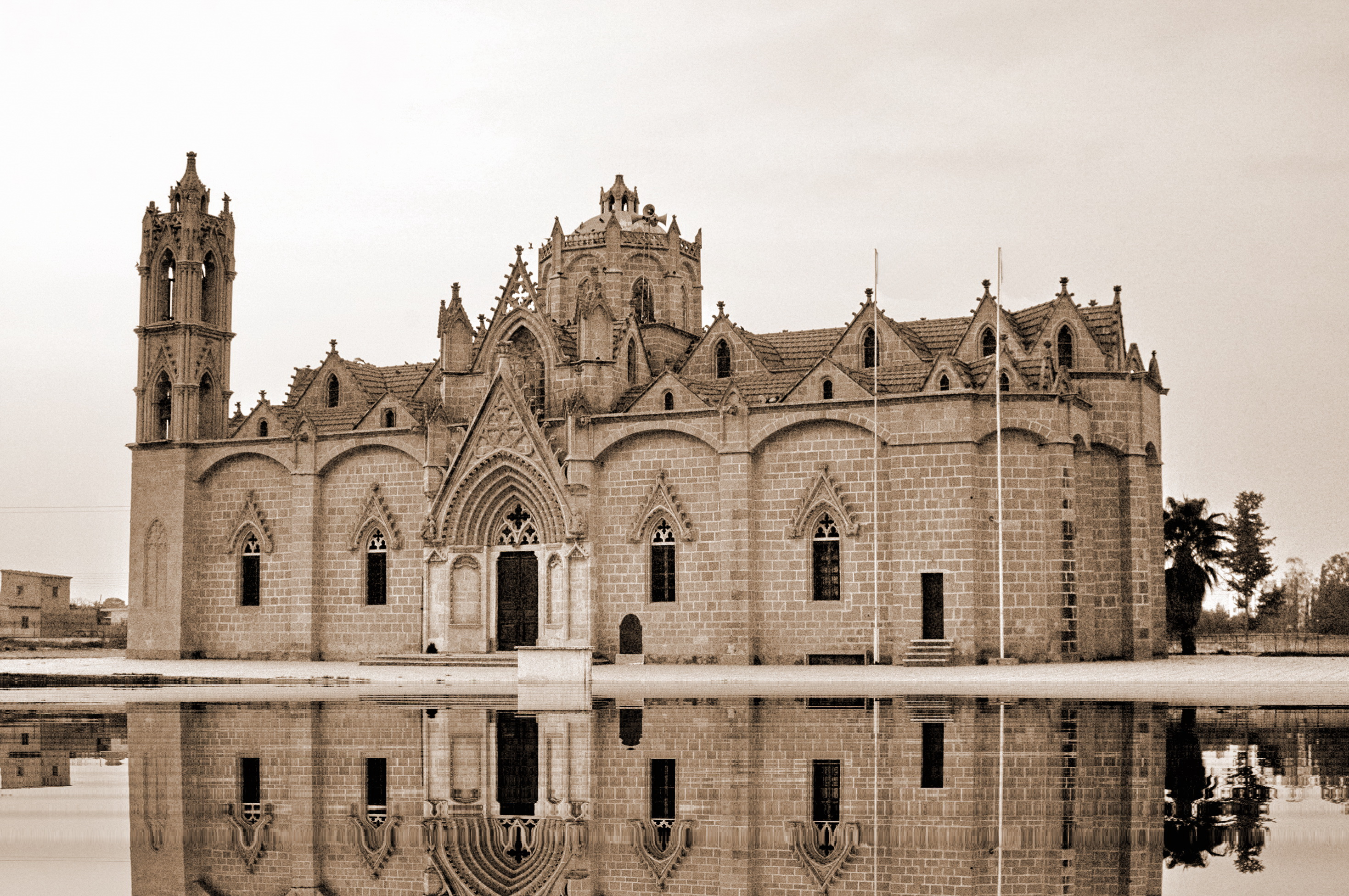
Православний храм у село Лісі

Фамагуста є одним з шести районів Кіпру. Його адміністративним центром є місто Фамагуста. Найважливіша частина району є окупована турецькою армією в 1974, і знаходиться під контролем невизнаної Турецької Республіки Північного Кіпру. Див. Кіпрський конфлікт.
Адміністрація району у «екзилі» розміщується в міжнародно визнаній Республіці Кіпр. Ця частина району має населення 37,738 (2001).
Більшість району, включаючи головне місто, де-факто контролюється Північний Кіпр, лише невелика територія на півдні знаходиться під адміністрацією Республіки Кіпр. У цій південній частині округу проживає 46 629 жителів. Північна частина округу Фамагуста відповідає округам Газімагуса та Іскеле.
Через невеликий розмір районна адміністрація також виступає представником переселенців з «де-факто» території.
У 2001 році населення становило 37 738 осіб, у 2009 році — 44 800 осіб, у 2011 році — 46 452 особи. З них 37 016 чол. - греки (79,7%)
У районі Фамагуста, в місті Лефконіко, 1 серпня 2010 була виміряна найспекотніша температура на Кіпрі, точніше 46,6 градусів Цельсія.

## Населені пункти
- Айия-Триас
- Айос-Андроникос
- Айос-Андроникос
- Айос-Харитон
- Айос-Эфстатиос
- Ассия
- Афания
- Ахериту
- Ватили
- Лиси
- Пергамос
- Ахериту
- Ахна
- Афания
- Агия Трияс
- Агиос Андроникос
- Агиос Харитон
- Агиос Евстатиос
- Агиос Георгиос
- Агиос Яковос
- Агиос Илияс
- Агиос Николаос
- Агиос Сергиос
- Агиос Симеон
- Агиос Теодорос
- Аканту
- Алода
- Ангастина
- Ардана
- Арнади
- Артеми
- Асия
- Авголида
- Авгору
- Агия Напа
- Богази
- Варосия
- Васили
- Ватилакас
- Ватили
- Вицада
- Воколида
- Гайдурас
- Галатия
- Галинопорни
- Гастрия
- Генагра
- Герани
- Гуфес
- Гипсу
- Давлос
- Дериния
- Дзяос
- Енкоми
- Ептакоми
- Калопсида
- Кнодара
- Киланемос
- Кома ту Ялу
- Коми Кебир
- Кондеа
- Корнокипос
- Коровия
- Куклия
- Кридия
- Лапатос
- Левконико
- Леонарисо
- Лимния
- Лиопетри
- Ливадия
- Лиси
- Литрангоми
- Макрасика
- Мандрес
- Марата
- Маратовунос
- Меланагра
- Мелунда
- Милия
- Монарга
- Мусулита
- Нета
- Овгорос
- Паралимни
- Патрики
- Перистерона
- Периволия
- Платани
- Платанисос
- Псилатос
- Пирга
- Ризокарпасо
- Сандаларис
- Синда
- Сотира
- Спатарико
- Стронгилос
- Стили
- Синкраси
- Таврос
- Трикомо
- Трипимени
- Фамагуста
- Фламуди
- Френарос
- Ялуса